# Horten H XVIII
Die Horten H XVIII war ein Projektentwurf für einen Nurflügel-Langstrecken-Schnellbomber der Brüder Horten.

## Beschreibung
Der Entwurf des Flugzeugs folgte einer Ausschreibung des Reichsluftfahrtministeriums aus dem Jahre 1945 für einen Langstrecken-Schnellbomber mit 800 km/h Marschgeschwindigkeit, 4000 Kilometern Reichweite und 4000 Kilogramm Nutzlast. Das Flugzeug war als dreigeteilter freitragender Nurflügel konzipiert. Im mittleren Segment waren Antrieb, Treibstoff, Nutzlast, das einziehbare Fahrwerk sowie die Besatzung untergebracht. Als Antrieb waren vier (bei Version A sechs) Junkers-Jumo-004-H-Strahlturbinen mit je 1000 Kilopond Schub vorgesehen, die jeweils paarweise in zwei Gondeln unterhalb der Tragflächen angebracht sein sollten, während der Platz für die Besatzung zentral im Bug in einer Druckkabine vorgesehen war. Die beiden Abwehrstände sollten über Periskope ferngesteuert werden.
Der Entwurf war in den errechneten Leistungen allen anderen der Deutschen Versuchsanstalt für Luftfahrt (DVL) vorgelegten Konzepten überlegen. Die Fertigung des Versuchsmusters war für 1946/47 vorgesehen.

## Technische Daten
| Kenngröße             | Daten                                                            |
| --------------------- | ---------------------------------------------------------------- |
| Besatzung             | 3                                                                |
| Länge                 | 19,0 m                                                           |
| Spannweite            | 42,0 m                                                           |
| Höhe                  | 5,8 m                                                            |
| Flügelfläche          | 194 m²                                                           |
| Flügelstreckung       | 9,1                                                              |
| max. Startmasse       | 44.000 kg                                                        |
| Marschgeschwindigkeit | 800 km/h                                                         |
| Höchstgeschwindigkeit | 900 km/h                                                         |
| Dienstgipfelhöhe      | 16.000 m                                                         |
| Reichweite            | 4.000–6.000 km (je nach Ausführung)                              |
| Triebwerke            | 4 × oder 6 × Jumo 004 mit je 1 Mp (9806,65 N) Schub              |
| Bewaffnung            | 4 × MG 213 in zwei ferngesteuerten Abwehrständen, 4000 kg Bomben |